# Мол (Бельгія)
Мол (нід. і фр. Mol) — муніципалітет у бельгійській провінції Антверпен. Станом на 1 січня 2010 року населення муніципалітету становило 34 113 жителів. Загальна площа — 114.26 км².

## Видатні жителі
- Том Бонен — професійний велосипедист, чемпіон світу 2005 року.
- Йорді Влегелс (* 1996) — бельгійський футболіст, півзахисник.
- Філіп Девульф — тенісист, півфіналіст French Open.
- Кірстен Фліпкенс — тенісистка, переможець юніорського чемпіонату світу 2003 року.
- Жоель Сметс — колишній чемпіон світу з мотокросу.
- Барбара Декс — співачка.
- Таня Декстерс — Міс Бельгії 1998 року
- Анн ван Елсен — Міс Бельгії 2002 року
- Роб Тювен — актор.
- Гі Дюфор — футболіст.
- Шарль де Броквіль — колишній прем'єр-міністр Бельгії

## Галерея

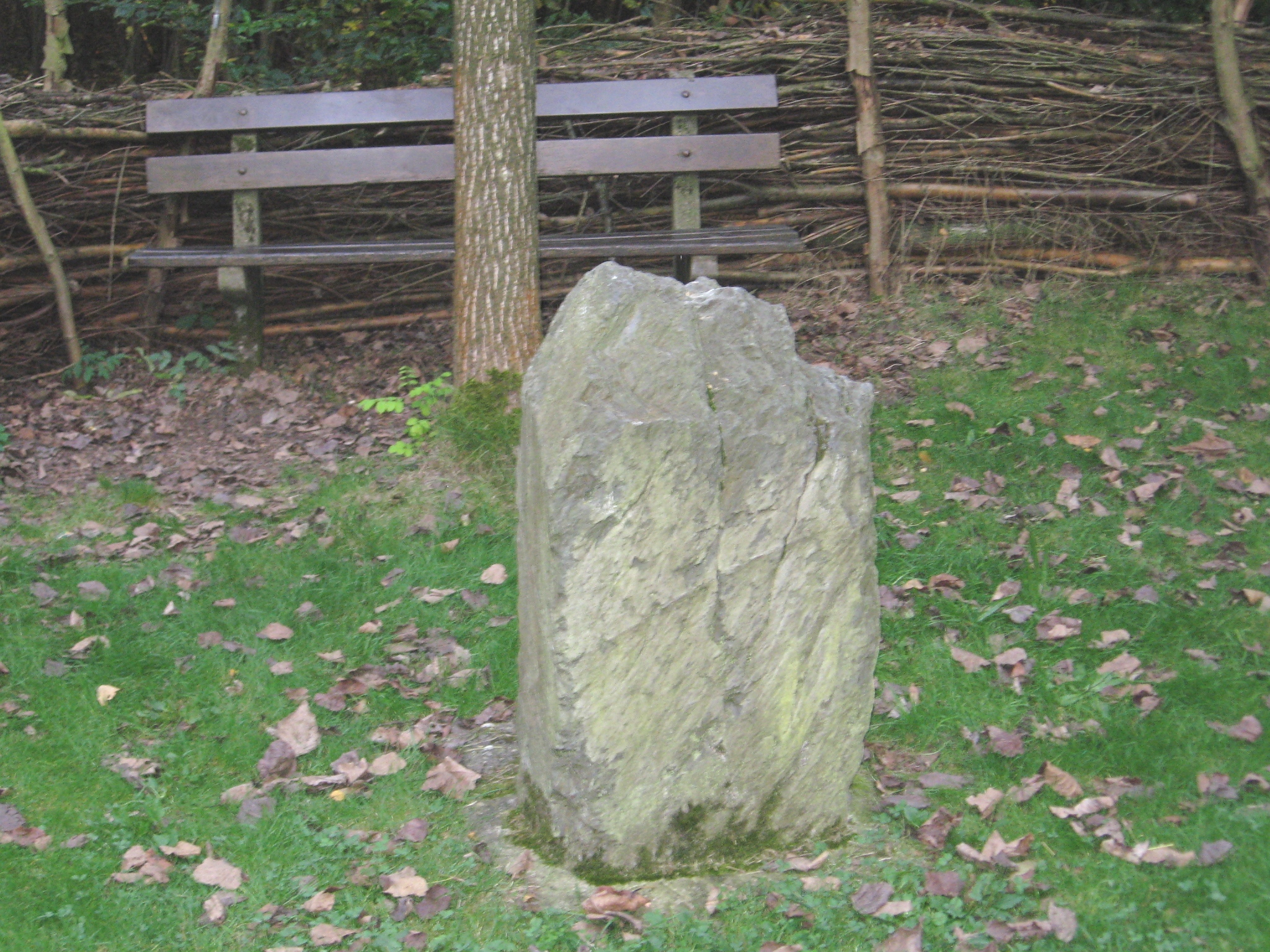
Камінь Семи Сеньйор на кордоні муніципалітетів Моль і Ломмел
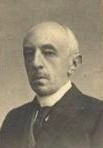
Едмонд ван Етвелд – права рука Леопольда II
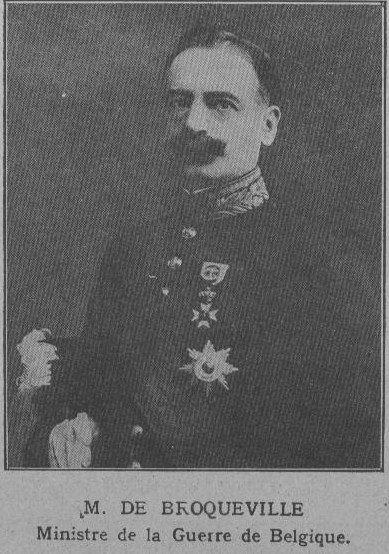
Шарль де Броквіль